# Juan Carlos Navarro (político)
Juan Carlos Navarro Quelquejeu (19 de octubre de 1961) es un político, empresario y ambientalista panameño, miembro del Partido Revolucionario Democrático (PRD). Fue alcalde del distrito de Panamá entre 1999 y 2009, y fue candidato presidencial por dicho partido en las elecciones generales de 2014. Desde el 1 de julio de 2024, es el Ministro de Ambiente dentro del gobierno de José Raúl Mulino.

## Primeros años
Se graduó de Licenciatura en Geografía y Gobierno en la Universidad de Dartmouth en 1983 y obtuvo una maestría en Política Pública en la Universidad de Harvard en 1985.
En 1985 fundó la Asociación Nacional para la Conservación de la Naturaleza (ANCON), una organización no gubernamental de carácter ambiental. Posteriormente fue nombrado embajador del medio ambiente de Panamá por el presidente Ernesto Pérez Balladares entre 1995 y 1999.
En 1990 fue nombrado Consejero Regional para América Latina de la IUCN y reelecto en 1994, siendo el primer panameño y el miembro más joven que ocupa dicho puesto.

## Vida política
En 1998 se inscribe en el Partido Revolucionario Democrático (PRD) y fue elegido alcalde del distrito de Panamá en 1999, siendo reelecto en 2004. Asciende políticamente siendo electo en agosto de 2002 como miembro del Comité Ejecutivo Nacional (CEN) del partido, siendo reelecto en 2008.
En 2008 se postula como precandidato presidencial y disputó el cargo con la ministra de Vivienda Balbina Herrera, siendo derrotado con un margen de 4 %. No obstante, Balbina Herrera le ofrece a Navarro el cargo de candidato a vicepresidente por parte del PRD. En las elecciones presidenciales de 2009, la fórmula Herrera-Navarro es superada por Ricardo Martinelli, quien se convirtió en presidente de Panamá.
Eso ocasionó que Navarro llamara a la reestructuración del partido, renunciando al cargo de primer subsecretario general del CEN del PRD. En 2012 fue elegido secretario general del partido, el puesto de mayor importancia en el PRD y su facción pudo obtener todos los puestos del CEN, convirtiéndolo en el líder del partido.
En marzo de 2013 participa como precandidato presidencial en el PRD, frente a otros 17 candidatos y obtuvo el 95 % de los votos. Con ello se convirtió en el candidato presidencial del Partido Revolucionario Democrático en las elecciones de 2014.
En las elecciones presidenciales del 4 de mayo, fue derrotado ante   Juan Carlos Varela del Partido Panameñista, obteniendo 512 000 votos (28 % de los votos), quedando en un tercer lugar.
El 10 de julio de 2018, Navarro se postuló nuevamente para participar en las primarias del PRD, las cuales se celebrarían el día 16 de septiembre del mismo año. Su aspiración era convertirse en el candidato presidencial del partido para las Elecciones Generales del 5 de mayo de 2019.
Navarro anunció el 21 de agosto de 2018 que declinaba sus aspiraciones a obtener la candidatura presidencial del PRD para apoyar la candidatura de Ernesto Pérez Balladares. En las primarias del 16 de septiembre, la alianza Balladares-Navarro quedó en tercer lugar, obteniendo un 8% del voto. Laurentino Cortizo fue el ganador de la candidatura presidencial del PRD.

## Vida personal
Juan Carlos Navarro está casado con  Cuqui Campagnani y tiene tres hijos: Juan Andrés, Felipe y Gabriel.

## Libros
- Parques Nacionales de Panamá (1998) ISBN 9962-8805-0-5
- Voces de Mi Vida (2014) ISBN 978-9962-05-647-8